# Смелые игры
«Смелые игры» (англ. Triple Dog) — канадский драматический фильм режиссёра Паскаля Франкота, написанный Барбарой Маршалл и рассказывающий о группе девочек-подростков. Первый релиз состоялся в 2009 году. Релиз на DVD — 21 сентября 2010 года.

## Сюжет
Несколько девочек-подростков собираются ночью, чтобы сыграть в интересную игру. Чем опаснее условия, тем увлекательнее! В конце-концов у них появляется шанс разгадать тайну нашумевшего самоубийства одного из студентов.

## В главных ролях
- Бриттани Робертсон — Чапин Райт
- Алексия Фэст — Ева
- Скаут Тейлор-Комптон — Лайза
- Джанель Пэрриш — Сесили
- Эмили Теннант — Сара
- Карли Маккилип — Нина
- Обри Мозино — Мэллори Силверс
- Бретт Даверн — Уиспа
- Джеффри Баллард — Кларк
- Ричард Хармон — Стефан
- Нолан Фанк — Тодд
- Сефтон Финчэм — Джо
- Джесси Рейд — Винс
- Сара-Джейн Редмонд — Валери
- Ванда Кэннон — Миссис Нарн
- Эван Джогиа — Лима